# Girolama Bórgia
Jerónima Bórgia ou Girolama Bórgia (1469 - 1483), foi uma das filhas bastardas de Rodrigo Bórgia: o Papa Alexandre VI. Não há documentos que indiquem quem é sua mãe. Pouco se sabe sobre ela. 

## Biografia
Girolama foi casada com Gianandrea Cesarini, segundo consta em documentos do notário Beneimbene. Nobres, cardeais e os pais do noivo foram as testemunhas do casamento.
Há documentos do próprio Rodrigo Bórgia, de quando ainda era cardeal, nos quais reconhece "a nobre Girolama" como sua filha. Na ocasião do casamento, em 1482, Girolama possuía apenas 13 anos de idade ou 15 anos segundo outros, e seu noivo mal havia alcançado a idade adulta. Tal casamento foi uma das muitas jogadas políticas de Rodrigo, ainda no tempo do Papa Calisto III, seu tio, para estabelecer boas relações e acumular poder e posição política.
Com esse casamento a família Cesarini, que já era nobre, lucrou muito e tornou-se uma aliada dos Bórgias. Foi com a ajuda de Giorgio Cesarini, então protonotário, que Rodrigo conseguiu que seu irmão Dom Pedro Luis fugisse de Roma.
Girolama e seu esposo vieram a falecer em 1483, um ano após o casamento. Quanto a misteriosa maternidade de Girolama, não se pode afirmar que fosse filha de Vanozza de Cattanei, a mãe do três filhos célebre de Rodrigo Bórgia: Cesare Borgia, Giovanni de Candia Borgia  e Lucrécia Bórgia. Mas as referências ao seu nome citam Pier Luis, filho mais velho de Rodrigo, talvez ambos fossem filhos da mesma mãe.
Girolama e seu esposo foram enterrados em San Nicola dei Cesarini.
Havia uma outra Girolama Bórgia, sobrinha do Papa Alexandre VI que se casou com Fábio Orsini.